# Bartholomäus Schönborn
Bartholomäus Schönborn (* 7. Juni 1530 in Wittenberg; † 27. Juni 1585 in Zerbst) war ein deutscher Mathematiker, Astronom, Philologe, Physiker und Mediziner.

## Leben
Schönborn besuchte die Schule seiner Heimatstadt und wurde am 30. April 1543 an der Universität Wittenberg immatrikuliert. Dort erwarb er sich unter Erasmus Reinhold Fähigkeiten, die ihn für einen akademischen Werdegang qualifizierten. So erwarb er sich am 3. August 1553 den akademischen Grad eines Magisters der sieben freien Künste und wurde am 1. Mai 1555 in den Senat der philosophischen Fakultät aufgenommen. Für Caspar Peucer hatte er bereits dessen mathematischen Vorlesungen übernommen. Nachdem jener 1561 in die medizinische Fakultät gewechselt war, entstand eine Lücke im Lehrkörper der Wittenberger Hochschule, die zur Annahme einer dritten Lehrkraft nötigte.
Diese Lehrkraft sollte Kurse über Optik, Erdkunde und Metrologie fortführen und das zweite Buch der Naturalis historia des Plinius, Hesiod und die naturwissenschaftlichen Schriften des Aratus und Pomponius Mela erklären. Dafür wurde Schönborn ausersehen, der vom sächsischen Hof für ein Jahressalär von 40 Gulden am 8. April 1561 als außerordentlicher Professor für die mathematisch-naturwissenschaftliche Lehre des Plinius angestellt wurde. Dabei entfaltete er bei seinen Vorlesungen ein breites Spektrum, welches über das normale Lehrangebot hinausging. Er hatte vor allem im Auge, dass der Jugend das Erlernen der griechischen Sprache vermittelt werden sollte, Naturerscheinungen erklärbar sein sollten und dabei die astronomische Lehre mit angewendet werden sollte.
Als dem damaligen ordentlichen Professor für niedere Mathematik Matthäus Blöchinger der Lehrstuhl für hebräische Sprache übertragen wurde, übernahm Schönborn 1565 die ordentliche Professur, da er für diese Aufgabe dem sächsischen Hof geeignet erschien. Gerade seine Hinwendung zur griechischen Sprache, rückte ihn wieder in das Licht, als es zur vorübergehenden Neubesetzung des Lehrstuhls von Esrom Rüdinger ging. Damit es nicht zur Unterbrechung des Lehrbetriebes kam, übertrug man Schönborn 1574 dessen Lehrstuhl. Bald jedoch zeichnete es sich ab, dass die Physikprofessur der Wittenberger Hochschule vakant wurde. Nachdem Salomon Alberti 1576 an die medizinische Fakultät gewechselt war, erhielt Schönborn dessen Lehrstuhl für Physik. So in den Naturwissenschaften fundamentiert, glaubte Schönborn auch an der medizinischen Fakultät eine Professur zu finden.
Bereits am 14. April 1572 hatte er sich mit der Dissertation De asthmate unter Peucer das Lizentiat der Medizin erworben. Mit der Unterstützung von Kaspar Eberhard, hatte er sich bereits 1574 um das medizinische Lehramt beworben. Um die nötigen Voraussetzungen für dieses angestrebte Lehramt zu erfüllen, promovierte er unter Johannes Mathesius dem Jüngeren am 5. Juni 1576 zum Doktor der Medizin und wurde nach dem Weggang von Abraham Werner, trotz Bedenken der Vertreter der Wittenberger Hochschule, am 1. Mai 1577 in die medizinische Fakultät als zweiter Professor für Medizin aufgenommen. Schönborn hat während seiner akademischen Zeit auch organisatorische Aufgaben an der Wittenberger Hochschule wahrgenommen. So war er in den Wintersemestern 1563, sowie 1572 Dekan der philosophischen Fakultät und im Wintersemester 1572 neben dem Grafen Johannes von Starrenberg, der akademische Vertreter als Prorektor der Wittenberger Alma Mater.
In den Auseinandersetzungen der damaligen Zeit gewannen die Gnesiolutheraner über die Philippisten immer mehr an Bedeutung. Schönborn, der zu Zeiten Philipp Melanchthons herangewachsen war, hatte unter anderem in Peucer einen Förderer gefunden. Durch die Etablierung der lutherischen Orthodoxie in Sachsen, versuchte man auch die Wittenberger Hochschullehrer auf die Konkordienformel zu verpflichten. Da Schönborn dies ablehnte, wurde er aus seinem Dienstverhältnis entlassen und als Kryptocalvinist gebrandmarkt. Daher zog er mit seiner Familie in das freundlichere Anhalt zurück, wo er in Zerbst eine Stellung als Stadtarzt und als Professor am dortigen Gymnasium fand. Dies war bis zu seinem Tod seine letzte Wirkungsstätte, wo er auch am 28. Juni 1585 beigesetzt wurde.

## Familie
Er heiratete am 21. August 1559 Elisabeth Warbeck († 16. Mai 1589 in Wittenberg). Nach der Leichenpredigt sollen aus dieser Ehe zwölf Kinder hervorgegangen sein. Man kennt:
- Anna (* 2. Oktober 1560 in Wittenberg)
- Bartholomäus (* 24. August 1562 in Wittenberg)
- Elisabeth (* 18. Januar 1564; † 31. Juli 1564 in Wittenberg)
- Johannes (* 6. Juli 1565 in Wittenberg)
- Maria (* 1. Januar 1569 in Wittenberg), heiratet am 23. September 1588 M. Johann Dürr von Öttingen
- Dorothea (* 6. Februar 1572 in Wittenberg), heiratet am 4. November 1589 den Studenten Justin Jakob Reiser aus Nürnberg
- Elisabeth II. (* 22. März 1574 in Wittenberg)
- Helene (* 21. November 1576 in Wittenberg)
- Sabina (* 6. Januar 1579 in Wittenberg; † 26. März 1579 in Wittenberg)

## Werke (Auswahl)
- Oratio de studiis astronomicis. Wittenberg 1564 (Dekanatsrede; Digitalisat)
- Gnomai Poeiton (Versus sententiosi), Wittenberg 1565, 1570, 1572, 1583, 1586, 1593, 1597; 1602, 1605, 1613
- Computus vel Calendarium astronomicum. Wittenberg 1567, 1579
- Hymnus in natalem filii Dei autore Georgio Sabino [1508–1560] nunc denuo editus et scholio auctus. Wittenberg 1571
- C. Plinii liber secundus de mundi historia cum comm. J. Milichii … aucto. Leipzig 1573
- Anatomische Klapptafelbilder. Wittenberg 1573 [zum Anatomie-Unterricht in der Physikvorlesung nach Melanchthons De anima; Nachdrucke 1601, 1613, 1625];
- Oratio de inclyto oppido Vitebergae. Wittenberg 1575
- Kurtzer bericht von gebrauch und nutzbarkeit der jtzt von newem angeordneten Artzney in vorstehender sterbensgefahr. 1582, Zerbst, Einblattdruck,
- Dialogus de peste, hrsg. v. Balthasar Kiswetter (1544–1616), Manuskript von 1582. 1613. Das Manuskript einer von S. verfassten „Sterbekunst“ ist verschollen.